# إريك مايلز ويليامسون
إريك مايلز ويليامسون (بالإنجليزية: Eric Miles Williamson)‏ (20 يونيو 1961، ساكرامنتو في الولايات المتحدة)؛ روائي أمريكي.